# Jazz roots
 (février 2021).
Si vous disposez d'ouvrages ou d'articles de référence ou si vous connaissez des sites web de qualité traitant du thème abordé ici, merci de compléter l'article en donnant les références utiles à sa vérifiabilité et en les liant à la section « Notes et références ».
Le jazz roots (aussi appelé jazz authentique, jazz traditionnel ou jazz vernaculaire) est la danse afro-américaine solo des années swing (1920-1940), descendant de certaines danses africaines et du charleston, contemporain du Lindy Hop et des claquettes, et précurseur des danses de rues modernes telles que le funk et le hip-hop.
Le terme "Jazz Roots" est l'adaptation du terme Danse Vernaculaire (en) appliqué au milieu du jazz pour différencier la danse jazz des années Swing de la danse jazz moderne (modern jazz) développées à partir des années 1940 par des chorégraphes comme Jack Cole, Bob Fosse ou Matt Mattox, qui ont expérimenté des mélanges entre différentes danses (danse classique, danses asiatiques, Claquettes) et fait perdre à la danse son ancrage dans le sol, sa rythmique et sa relation intime avec la musique pour trouver une résonance plus scénique.
Le jazz roots inclut les danses (solo ou de groupe) des années swing comme le Shim Sham, le Big Apple (en), le Tranky Doo (en) et intègre un grand nombre de pas issus du charleston.